# 莱贝松
莱贝松（法語：Les Bessons，法語發音：[le bɛsɔ̃]）是法国洛泽尔省的一个市镇，属于芒德区。

## 地理
莱贝松（44°46'21"N, 3°15'12"E）面积23.49 平方千米，位于法国奧克西塔尼大區洛泽尔省，该省份为法国南部内陆省份，北起上盧瓦爾省和康塔爾省，西接阿韦龙省，南至加尔省，东临阿尔代什省。
与莱贝松接壤的市镇（或旧市镇、城区）包括：拉法日圣于连、圣谢利达普谢、里梅兹、拉法日蒙蒂韦尔努、欧布拉克地区佩尔。

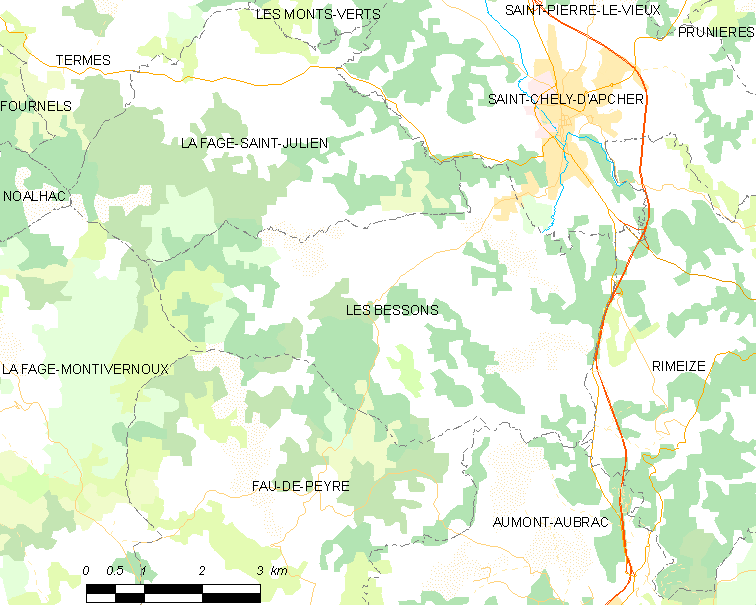
莱贝松的OSM定位图

莱贝松的时区为UTC+01:00、UTC+02:00（夏令时）。

## 行政
莱贝松的邮政编码为48200，INSEE市镇编码为48025。

## 政治
莱贝松所属的省级选区为欧布拉克地区佩尔县。

## 人口

1962-2008年间莱贝松人口变化图示

莱贝松于2022年1月1日时的人口数量为424人。